# Елизабет Маркс
Елизабет Маркс (Прескот Вали, 7. август 1990) је америчка параолимпијска пливачица која се специјализовала за дистанцу 100 метара прсно.

## Рани живот
Маркс је рођен као ћерка Џејмса Маркса, америчког маринца ветерана који је служио током Вијетнамског рата. Завршила је средњу школу са 16 година пре него што је похађала колеџе у Аризони.
Маркс се придружила војсци САД у јулу 2008. године са 17 година и стекала војнопрофесионалну специјалност 68W, специјалиста здравствене неге. Док је била распоређена у Ирак 2010. године, задобила је билатералне повреде кука због којих је постала инвалид.
Маркс, тада позната под својим удатим именом Елизабет Васил, опоравила се од повреда, прво у Немачкој, затим у Медицинском центру војске Брук (BAMC) у Форт Сем Хјустону у Сан Антонију, у Тексасу.
Иако се у почетку чинило да би војни лекари могли прогласити Маркс неспособном за дужност, она је поставила циљ да постане способна за дужност. Почела је да плива како би завршила додатну физикалну терапију и кардио вежбе док је била у BAMC-у и добила је квалификацију да је способна за рад 3. јула 2012.

## Каријера
Маркс је почела да се такмичи у пливању убрзо након што се придружила програму светске класе спортиста Војске САД у јулу 2012. године.
Године 2014, током Игара Непокорених 2014, оболела је од тешке респираторне инфекције, што је приморало лекаре у болници Папворт у Уједињеном Краљевству да је ставе у медицински индуковану кому на месец дана.  Инфекција је код Маркс смањила капацитет плућа, а продужено вежбање може утицати на њен вид.
Маркс је освојила златну медаљу на Светским војним играма 2015. и четири златне медаље на Играма Непокорених 2016. године. Након церемоније, она је приватно питала принца Харија, који јој је доделио златне медаље, да ли може да уручи једну од њених златних медаља „Непокорени“ лекарима и медицинским сестрама болнице Папворт који су јој спасили живот. Квалификовала се за Летње параолимпијске игре 2016. године постигавши време од 1:28,54 на америчким квалификацијама, што је било само 0,01 секунду мање од светског рекорда.  Освојила је златну медаљу у појединачном такмичењу и бронзану медаљу у штафети на Параолимпијским играма.
У јуну 2021. године, САД су објавиле имена 34 параолимпијска пливача који ће учествовати на одложеним Летњим параолимпијским играма 2020. у Токију. Женски тим су чиниле Маркс, Џесика Лонг, Макензи Коан, Ребека Мајерс и Малори Вегеман.
Дана 14. априла 2022. године, Маркс је именована на списак репрезентације Сједињених Држава на Светском првенству у паралимпичком пливању 2022. године. Дана 29. априла 2023. године, Маркс је именована на списак репрезентације Сједињених Држава на Светском првенству у паралимпичком пливању 2023. године.

## Лични живот
Маркс је удата за бившег војника америчке војске за уклањање експлозивних средстава, Мејсона Хајбела.

## Признања
Године 2016, Маркс је добила награду Пат Тилман за службу на додели награда ESPY 2016. Била је једини војник на активној дужности који је добио награду.
Године 2017, Маркс је примљена у Кућу славних Фондације жена америчке војске.